# Чичеріна Юлія Дмитрівна
Ю́лія Дми́трівна Чиче́ріна (нар. 7 серпня 1978, Свердловськ) — російська рок-співачка, музикант, українофобка, рашистка, авторка пісень. Її творчість належить до хвилі російської музичної культури «Уральський рок», разом із групами «Сансара» та «Смислові галюцинації».
Підтримує путінський режим та війну Росії проти України. За незаконний перетин кордону України оголошена в розшук СБУ, занесена до бази «Миротворець», як співучасниця злочинів Росії проти України та її громадян. Занесена до Переліку осіб, що створюють загрозу нацбезпеці Україні. В Україні заборонена її творчість.
Після окупації Мелітополя й Токмака під час широкомасштабного вторгнення Росії в Україну 2022 відвідувала ці міста з пропагандистськими виступами.

## Біографія
Народилася 7 серпня 1978 року в Свердловську.
У дитинстві захоплювалася малюванням і співами, грала на гітарі та барабанах у різних шкільних групах. Закінчила музичне училище по класу естрадного вокалу. У Юлії є старша сестра Діна.
У 1997 році заснувала в Єкатеринбурзі свій музичний колектив під назвою «Чичеріна», до якого окрім неї увійшли музиканти: Азат Мухаметов, Олександр Бурий і Олександр Александров. З цим складом Чичеріна отримала всеросійську популярність із хітом «Ту-лу-ла». Днем народження групи вважається 1 червня 1997 року, коли вона вперше виступила в єкатеринбурзькому клубі «J-22». Потім колектив брав участь у декількох музичних фестивалях у Західному Сибіру. Після того як касету із записами Чичеріної відправили музичному продюсеру «Нашого радіо» Михайла Козирєва, групу запросили на фестиваль мультиформатної вітчизняної музики «Навала».
У 1999 році уклала контракт із російською компанією звукозапису «Real Records» і переїхала до Москви. Тоді ж її продюсером гурту став Вадим Самойлов, лідер групи «Агата Крісті».
У 2000 році вийшов перший альбом групи «Сни». На композиції «Ту-лу-ла» і «Спека» відомий тоді кліпмейкер і кінорежисер-початківець Тимуром Бекмамбетовим зняв відеокліпи, які транслювалися на телеканалі «Муз-ТВ». У 2001 році був випущений другий альбом групи «Течение». Цього ж року Юлія Чичеріна знялася в ролі рабині-гладіаторки Дейдри в історичному бойовику Тимура Бекмамбетова «Гладіатрикс».
У 2001 році взяла гостьову участь у створенні однієї з композицій альбому групи «Бі-2» «Мяу кісс мі», записавши в дуеті з групою пісню «Мій рок-н-рол». 15 листопада 2002 року пісня стала лауреатом премії «Золотий грамофон», а 5 червня 2003 року — лауреатом I щорічної національної телевізійної премії у сфері популярної музики «Муз-ТВ» в номінації «Краща пісня».
У 2004 році в гурті відбулися великі зміни, і від початкового складу залишилася тільки сама Чичеріна. Вона набрала новий склад музикантів і записала третій студійний альбом під назвою «Off/On».
Після цього в житті гурту на декілька років настало деяке затишшя, за час якого Юлія Чичеріна встигла освоїти режисуру і відеозйомку. Свій четвертий альбом «Музичний фільм» 2006 року випуску вона повністю візуалізувала, знявши кліпи на кожну пісню. Оглядач журналу Rolling Stone Борис Барабанов поставив альбому три зірки із 5 і зазначив, що нові пісні «успадкували від попередніх робіт кращі риси», а сам альбом у цілому — «далеко не найганебніше, що проспівано у нас дівчатами під гітари».
На цьому експерименти не закінчилися: вже наступного року побачив світ вийшов диск «Людина-птах». Цю роботу критики назвали одним із найбільш концептуальних музичних творів за останні роки.
У 2010 році пісня «Ту-лу-ла» увійшла в саундтрек фільму Хуліо Медема «Кімната в Римі». До цього моменту складу гурту оновився, колектив випустив декілька синглів, взяв участь у проєкті «Нашого радіо» «Сіль», записав триб'ют для Алли Пугачової і презентував відеокліп на пісню «Над Уралом». Цей трек був написаний у співавторстві з групою «Смислові галюцинації» за мотивами автомобільної аварії, у яку Чичеріна потрапила 9 березня 2010 року дорогою на гастролі в місто Шадринськ. Наприкінці цього ж року Юлія Чичеріна виступила на сцені з групою «Бі-2», узявши участь у декількох концертах цієї групи зі симфонічним оркестром МВС Росії.
У 2010 році виступила в Московському державному театрі естради і відвідала Аргентину, де взяла участь у зйомках екстремальної телепрограми Першого каналу «Жорстокі ігри». У 2011 році вона повернулася до співпраці з групою «Смислові галюцинації», записавши з нею свій новий сингл «Небезпечно». Продюсером диску став Сергій Бобунець, а барабанщик Максим Мітенков (який колись вже писав пісні для групи «Чичеріна», будучи в її складі) виступив співавтором однієї композиції. На два треки з цього синглу — «Осколки» і «Небезпечно» — Чичеріна самостійно зняла кліпи. До цього ж диску музиканти включили пісню «Головна тема», яка прозвучала у фільмі «Викрутаси». У 2012 році Юлія Чичеріна та Сергій Бобунець записали спільний трек «Ні, так».
За мотивами своєї автомобільної подорожі до Тибету, яка відбулася восени 2011 року, співачка зі своїм гуртом створила концептуальну відеомузичну роботу «Казка про мандри та пошуки щастя».

### Порушення територіальної цілісності України
2 січня 2015 року дала безкоштовний новорічний концерт у Палаці культури імені Леніна в окупованому Луганську, де виконала як свої старі пісні, так і зовсім нові з її останнього альбому «Казка про мандрівку, пошуку щастя і спасіння світу». За словами співачки, цей альбом буде презентовано в інтернеті тільки навесні 2015 року. Концерт пройшов у межах благодійної акції, організованої російським міжнародним мотоклубом «Нічні вовки».
Після виступу була оголошена в розшук Службою безпеки України.
8 березня 2015 року знову відвідала окупований Росією Луганськ, провівши благодійний концерт і передавши ветеринарні медикаменти для Луганського зоопарку. Ще один концерт в «ЛНР» вона дала у вересні з нагоди 220-річчя Луганська. У листопаді Чичеріна і «Нічні вовки» відкрили в Луганську пам'ятник «копійці» ДАІ. Того ж року отримала медаль ЛНР «За заслуги перед Республікою» другого ступеня «за активну життєву позицію, співпереживання долі ЛНР, високий моральний дух і патріотизм, неоціненний внесок у становлення молодої держави». Також була нагороджена медаллю МВС ЛНР «За сприяння органам внутрішніх справ».
Напередодні 2016 року дала концерт для російських військовослужбовців на військовій базі «Хмеймим» в Сирії. У вересні 2016 року у Чичеріної вийшов новий сингл та кліп «На передовій».
У 2017 році отримала громадянство ЛНР і прописку в Луганську.
На початку 2018 року стала довіреною особою Володимира Путіна і закликала підтримати його на президентських виборах.
ФІФА заборонила виступати на фестивалі уболівальників на чемпіонаті з футболу в Росії. Одна з імовірних причин заборони — репертуар пісень на військову тематику. У відповідь Чичеріна ФІФА назвала «футболобандеровцями».

### Особисте життя
У неї є дочка Майя (1999), батько якої — Олександр Бурий, бас-гітарист і саунд-продюсер першого складу гурту «Чичеріна», колишній бас-гітарист російської рок-групи «Смислові галюцинації».
Одружена з архітектором Сухрабом Раджабовим. Пара живе в підмосковному селі Княгиніне, у триповерховому будинку-кубі з численними трикутними вікнами, побудованому за проєктом Сухраба.
Любить подорожувати. Разом зі своїм чоловіком вона побувала в Монголії, США, ряді країн Європи, Африки та Південно-Східної Азії. А в межах благодійного автопробігу «СНІД-СТОП» співачка об'їздила всю Росію. Восени 2011 року здійснила автомобільну подорож до Тибету.

## Антиукраїнська діяльність

Дорожній покажчик «Мелитополь — Россия навсегда», встановлений окупантами на в'їзді до Мелітополя під час вторгнення Росії в Україну в травні 2022 року. В установці цього брала участь Чичеріна

Під час окупаційного вторгнення до України в 2022 з'явилася в Енергодарі та зняла прапор з будівлі мерії.
28 травня 2022 року встановила табличку в місті Мелітополь «Мелитополь — Россия навсегда».

## Санкції
З 6 жовтня 2022 року за підтримку вторгнення Росії в Україну перебуває під санкціями всіх країн Європейського союзу за дії, що підривають або загрожують територіальній цілісності, суверенітету та незалежності України, а також стабільності та безпеці України. Євросоюз зазначає, що Чичеріна, використовуючи свою популярність, публічно загрожує територіальній цілісності та суверенітету України, очорнюючи символи української державності та публічно демонструючи свою підтримку російській анексії України на окупованій Росією території.
12 жовтня 2022 року Швейцарія ввела санкції щодо Чичеріної. 
З 19 жовтня 2022 року у списку санкцій України.
У червні 2024 року профіль співачки на Spotify було видалено сервісом.

## Розслідування Україні
1 грудня 2023 року прокурори Офісу Генерального прокурора направили до суду обвинувальний акт стосовно Чичеріної. Їй інкриміновано посягання на територіальну цілісність і недоторканність України, незаконне перетинання державного кордону, публічну наругу над Державним Прапором України, пропаганду війни та виправдовування, визнання правомірною, заперечення збройної агресії рф проти України, глорифікацію її учасників (ч. 1, 3 ст. 110, ч. 1, 2 ст. 332-2, ч. 1 ст. 338, ст. 436, ч. 3 ст. 436-2 КК України). Досудове розслідування у кримінальному провадженні проводило ГСУ СБУ, оперативний супровід - ДЗНД СБУ. Їй загрожує довічне позбавлення волі.

## Творчість

### Дискографія

#### Студійні альбоми
- 2000 — «Сни»[41]
- 2001 — «Течение»[42]
- 2004 — «Off / On»
- 2006 — «Музичний фільм»
- 2007 — «Людина-птах»
- 2015 — «Казка про мандри та пошуку щастя»

#### Сингли
- 2000 — «Ту-лу-ла»
- 2001 — «Дорога»
- 2009 — «Шила сукню»
- 2009 — «Christmas»
- 2011 — «Небезпечно»
- 2016 — «На передовій»
- 2017 — «Моя Спарта»

#### Концертні альбоми
- 2002 — «Точки» (Live)

### Фільмографія

#### Ролі в кіно
- 2001 — Гладіатрикс — Дейдра, рабиня-гладіаторка
- 2002 — Льодовиковий період — Анюта, співачка
- 2004 — Слова і музика —

#### Вокал в кіно
- 2000 — Брат 2 — «Ту-лу-ла»
- 2002 — Підозра — «Сни»
- 2002 — Азазель — «У місячному сяйві»
- 2002 — Льодовиковий період — «Поки»
- 2002 — Забійна сила (4 сезон, фільм «Останній причал») — «На грані»
- 2002 — Спартак і Калашников — «Ту-лу-ла», «Море», «Блюдця»
- 2002 — Займемося любов'ю — «Радіохвиля», «Зламала себе»
- 2004 — Норовиста мішень — «Сама»
- 2007 — Втікачки — «Співаю»
- 2010 — Кімната в Римі — «Ту-лу-ла»
- 2010 — Про що говорять чоловіки — «Падає сніг» в дуеті з групою «Бі-2»[43]
- 2011 — Викрутаси — «Головна тема»
- 2012 — Короткий курс щасливого життя — «Лікарі»
- 2012 — Деффчонки — «Подружки»
- 2014 — Травневі стрічки — «Поїзда»
- 2016 — Однокласниці — «Ту-лу-ла»

### Участь у телепередачах
- 2000, 2009 — Сто до одного
- 2003 — Форт Боярд
- 2003 — О. С. П.-студія

### Відеоігри
- 2003 — Project Gotham Racing 2, «Ту-лу-ла», «Спека»

## Нагороди
- 2000 — лауреат премії «Золотий грамофон» — за пісню «Спека»
- 2002 — лауреат премії «Золотий грамофон» в дуеті з групою «Бі-2» — за пісню «Мій рок-н-рол»
- 2003 — лауреат премії «Муз-ТВ» в дуеті з групою «Бі-2» в номінації «Краща пісня» — за пісню «Мій рок-н-рол»
- 2015 — медаль ЛНР «За заслуги перед Республікою» ІІ ступеня «за активну життєву позицію, співпереживання долі ЛНР, високий моральний дух і патріотизм, неоціненний внесок у становлення молодої держави»[44]